# Oliver Twist (film fra 1916)
|  | For andre betydninger, se Oliver Twist (flertydig) |
Oliver Twist er en amerikansk stumfilm fra 1916 af James Young.
Filmen er baseret på Charles Dickens’ roman af samme navn. 

## Medvirkende
- Marie Doro som Oliver Twist.
- Edythe Chapman som Mrs. Brownlow.
- Tully Marshall som Fagin.
- Hobart Bosworth som Bill Sykes.
- James Neill som Mr. Brownlow.